# Ceratophrys cranwelli
Ceratophrys cranwelli, el escuerzo de Cranwell (también llamado Gustavo Baeza) es una especie de anfibio anuro de la familia Ceratophryidae. Es una rana terrestre endémica de la ecorregión terrestre chaco occidental, del norte de la Argentina, el sudeste de Bolivia y el oeste del Paraguay.  
La mayoría del rango de la especie adulto de 8-13 centímetro de largo y puede pesar 500 gramos. 
Las parte de atrás de estas ranas tienen verde oscuro y el colorido castaño es típico, aunque las variantes albinas son naranja y las parte de atrás amarilla, también existe. El esquema colorido oscuro ayuda al camuflando del animal que espera por su presa. Aunque generalmente inactivo, ellos son comedores agresivos, y es capaz de brincar varias longitudes del cuerpo para capturar la presa. 
Los renacuajos también son depredadores y se alimentan de otros renacuajos, pequeños crustáceos, larvas de insectos, fragmentos de plantas y microalgas. Los renacuajos ayudan a regular las poblaciones en los charcos y cuerpos de agua donde se encuentran.  
El escuerzo de Cranwell es de hábitos nocturnos. Es carnívoro, alimentándose principalmente de insectos, ranas, roedores, peces, etc. Se entierran en un ambiente húmedo como una charca o laguna barrosa, con el sustrato húmedo (no en la arena gruesa). Estas ranas deben alimentarse cada 2 o 3 días hasta la edad de 18 meses a partir de allí deben alimentarse una vez cada 10-14 días.
A las temperaturas extremas, los escuerzos de Cranwell entran en un periodo de estivación, desarrollando una gruesa capa de piel, como protección para entrampar la humedad y ayudar en la respiración. Al finalizar este proceso la rana usa sus patas para quitarse la capa de protección. En muchos casos usa sus mandíbulas para ayudar a tirar la piel sobre su parte posterior, comiendo a menudo la piel en el proceso. 
Debido a sus bocas grandes, estos escuerzos son particularmente susceptibles a atragantarse, el sistema gastrointestinal del escuerzo se obstruye accidentalmente por un cuerpo extraño que ha tragado. El cuerpo extraño es normalmente una piedra pequeña, llevando a menudo al estreñimiento y desnutrición, y posiblemente la muerte. 
En los casos severos, el volumen de excremento en el intestino es tan grande que los pulmones se obstruyen y la respiración de la rana se daña. La cirugía es a menudo la única alternativa en estos casos, aunque raramente se realiza debido a sus costos típicamente elevados.

## Relación con los seres humanos
El escuerzo de Cranwell es muy popular como un animal de cautiverio, lo que lo hace codiciado en el mercado negro del tráfico de fauna.  
Como la mayoría de los miembros del género Ceratophrys, se los conoce coloquialmente como ranas pacman (toman todo lo que se mueve) debido a su parecido misterioso al personaje del popular videojuego de nombre Pac-Man.  

## Galería de Imágenes

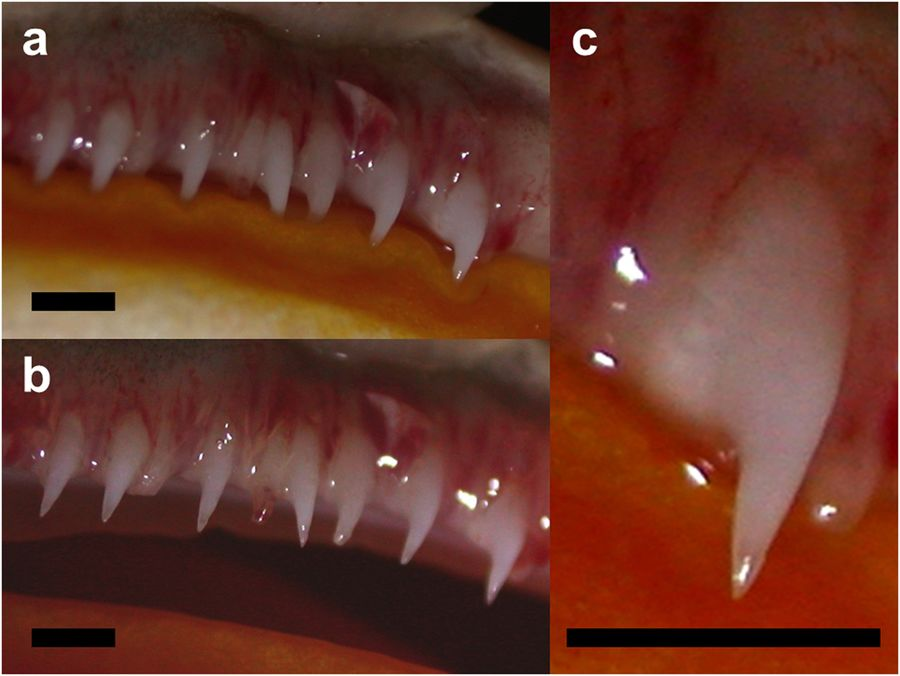
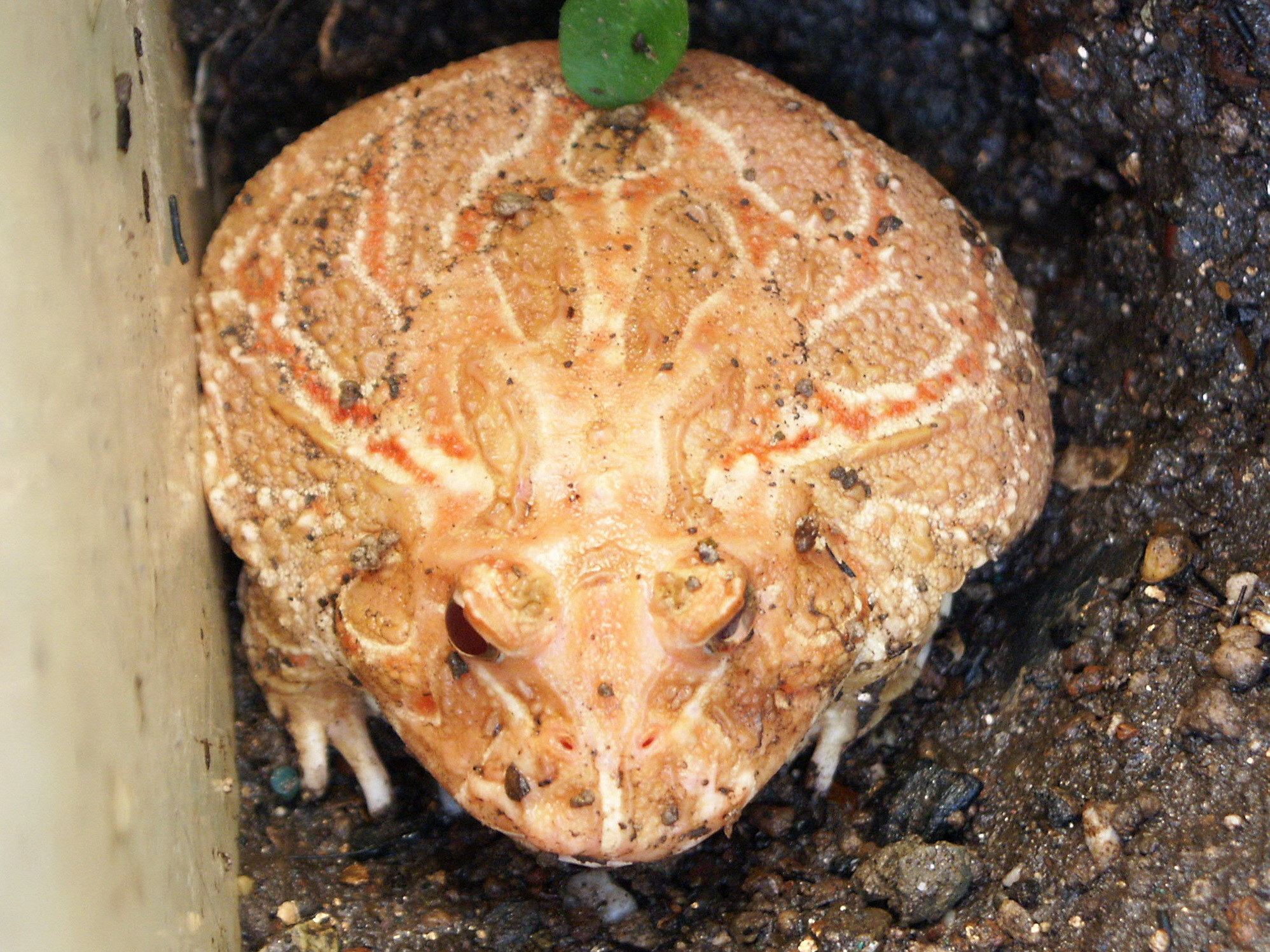
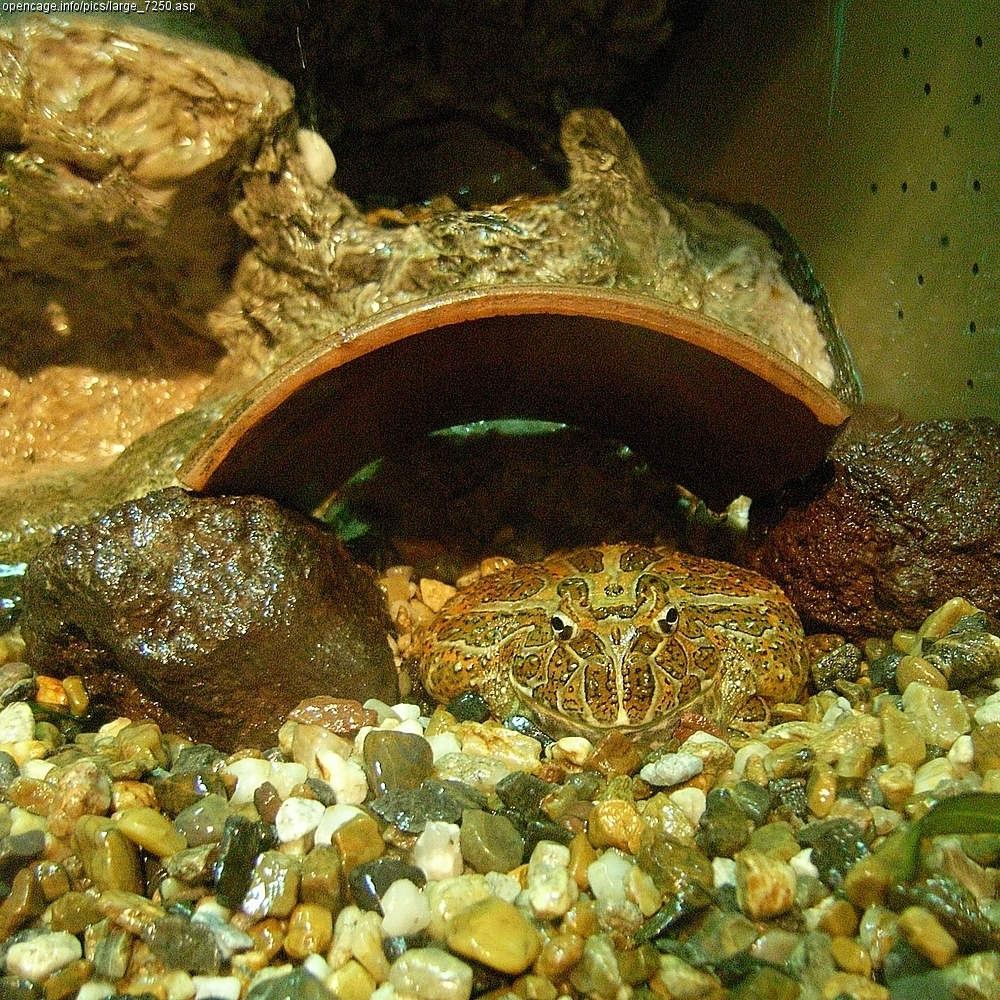
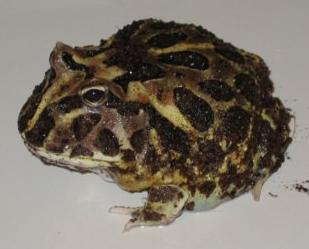